# Princípio do contexto
Em semântica e filosofia da linguagem, o princípio do contexto é um princípio segundo o qual as palavras só têm significado no contexto de uma oração.
Para ilustrar o princípio, consideremos a frase "o menino está dormindo". Nesta frase, a palavra "menino" (em conjunção com o artigo determinado "o") desempenha a função de referir a uma entidade específica, ou seja, a algum menino em particular. Por outro lado, na frase "Matias é um menino", a mesma palavra, "menino", desempenha outra função e se refere a algo diferente, ou seja, a uma propriedade de Matias.
À primeira vista, pode parecer que o princípio de contexto é incompatível com o princípio de composicionalidade, o qual afirma que o significado de uma frase depende exclusivamente de sua estrutura e do significado de suas partes componentes. No entanto, essa tensão se dissipa ao perceber que o princípio de contexto não afirma que o significado de uma palavra vem de seu papel na frase, mas sim que seu papel na frase determina qual de seus múltiplos significados possíveis será utilizado. Uma vez estabelecido seu papel e determinado assim seu significado, então sim, o significado da frase dependerá de suas partes componentes, conforme exige o princípio de composicionalidade.
O princípio de contexto foi formulado de forma mais explícita por Gottlob Frege na seção 60 de sua obra de 1884, Os Fundamentos da Aritmética:
Ludwig Wittgenstein, em seu Tractatus Logico-Philosophicus, adere explicitamente ao princípio, afirmando: